# Penilia acutirostris
Penilia acutirostris är en kräftdjursart som beskrevs av James Dwight Dana 1849. Penilia acutirostris ingår i släktet Penilia, och familjen Sididae. Arten är reproducerande i Sverige.